# Crotalaria griquensis
Crotalaria griquensis är en ärtväxtart som beskrevs av Harry Bolus. Crotalaria griquensis ingår i släktet sunnhampor, och familjen ärtväxter. Inga underarter finns listade i Catalogue of Life.